# جعفرآباد (زاوه)
جعفرآباد روستایی در دهستان سلیمان بخش سلیمان شهرستان زاوه استان خراسان رضوی ایران است. بر پایه سرشماری عمومی نفوس و مسکن در سال ۱۳۹۰ جمعیت این روستا ۱٬۱۶۸ نفر (در ۳۱۷ خانوار) بوده است.